# ویلبوکن
ویلبوکن (به آلمانی: Veelböken) یک شهر در آلمان است که در مکلنبورگ-فورپومرن واقع شده‌است.

## خصوصیات
ویلبوکن ۳۲٫۵۳ کیلومترمربع مساحت دارد ۵۸ متر بالاتر از سطح دریا واقع شده‌است.